# Eileen Essell
Eileen Essell (Londres, 8 de octubre de 1922 - Ibídem, 15 de febrero de 2015) fue una actriz británica inicialmente de teatro y en sus últimos años, de cine y televisión.

## Carrera
Es más conocida por sus participaciones en Charlie y la fábrica de chocolate, Strange, French and Saunders, Policías de barrio y Doctors.
Desde pequeña descubrió su pasión por la actuación, pero no tuvo la oportunidad de serlo, por los estudios y su vida por delante. Comenzando los años 1980 estudió teatro. Terminando la década de 1990, participó en algunos comerciales y en 2001 hizo su debut en la serie London's Burning. Participó más en series que en películas.

## Filmografía

### Cine
| Año  | Película                          | Personaje        |
| ---- | --------------------------------- | ---------------- |
| 2005 | Los productores                   | Farrah           |
| 2005 | Charlie y la fábrica de chocolate | Abuela Josephine |
| 2004 | Descubriendo Nunca Jamás          | Mrs. Snow        |
| 2003 | Dúplex                            | Mrs. Connelly    |
| 2002 | Ali G anda suelto                 | Mrs. Hugh        |

### Series
| Año       | Nombre                      | Personaje                       |
| --------- | --------------------------- | ------------------------------- |
| 2011      | Land Girls                  | Miss Gwen Ganderton             |
| 2010      | Londres, distrito criminal  | Maria Golofsky                  |
| 2010      | Life of Riley               | Mary                            |
| 2001-2009 | Policía de barrio           | Mrs. Wilberforce / Doreen Tyler |
| 2000-2009 | Doctors                     | Dee Bradley / Annie             |
| 2009      | Demons (miniserie)          | Ethel                           |
| 2008      | Clone                       | Mujer anciana                   |
| 2008      | Heartbeat                   | Mrs. Elsie Gray                 |
| 2008      | Servicio completo           | Abuela                          |
| 2008      | Torchwood                   | Christina                       |
| 2007      | Doc Martin                  | Mrs. Averill                    |
| 2007      | Sensitive Skin              | Madre                           |
| 2006      | Fear, Stress and Ager       | Gran                            |
| 2006      | Feel the Force              | Mrs. Hill                       |
| 2006      | Ideal                       | Mrs. Coneybear                  |
| 2006      | Casualty                    | Florence Chapman                |
| 2005      | Hustle - La movida          | Mary                            |
| 2004      | French and Saunders         | Sara                            |
| 2003      | Cantebury Tales (miniserie) | Mrs. Jean Smallwood             |
| 2003      | Strange                     | Miss Otterman                   |
| 2003      | Holby City                  | Anne Ludlow                     |
| 2001      | London's Burning            | Judith Schuster                 |